# Karun
Karun (historiskt Ulai eller Eulaeus) är en flod i sydvästra Iran. Den är 829 km lång och rinner upp i Zagrosbergen i västra Iran och mynnar sedan ut i Shatt al-Arab 65 kilometer norr om dess mynning i Persiska viken. Dess totala avrinningsområde är 57 000km2.
Karun är Irans största flod och den enda som tillåter sjöfart. År 1888 öppnandes Karun upp till Ahvaz för internationell sjöfart. Efter Ahvaz är Karun ibland för grund för sjöfart under torkperioderna. Den lägsta vattennivån är i oktober, och den högsta (på grund av regn och smältvatten) är i april.

## Galleri

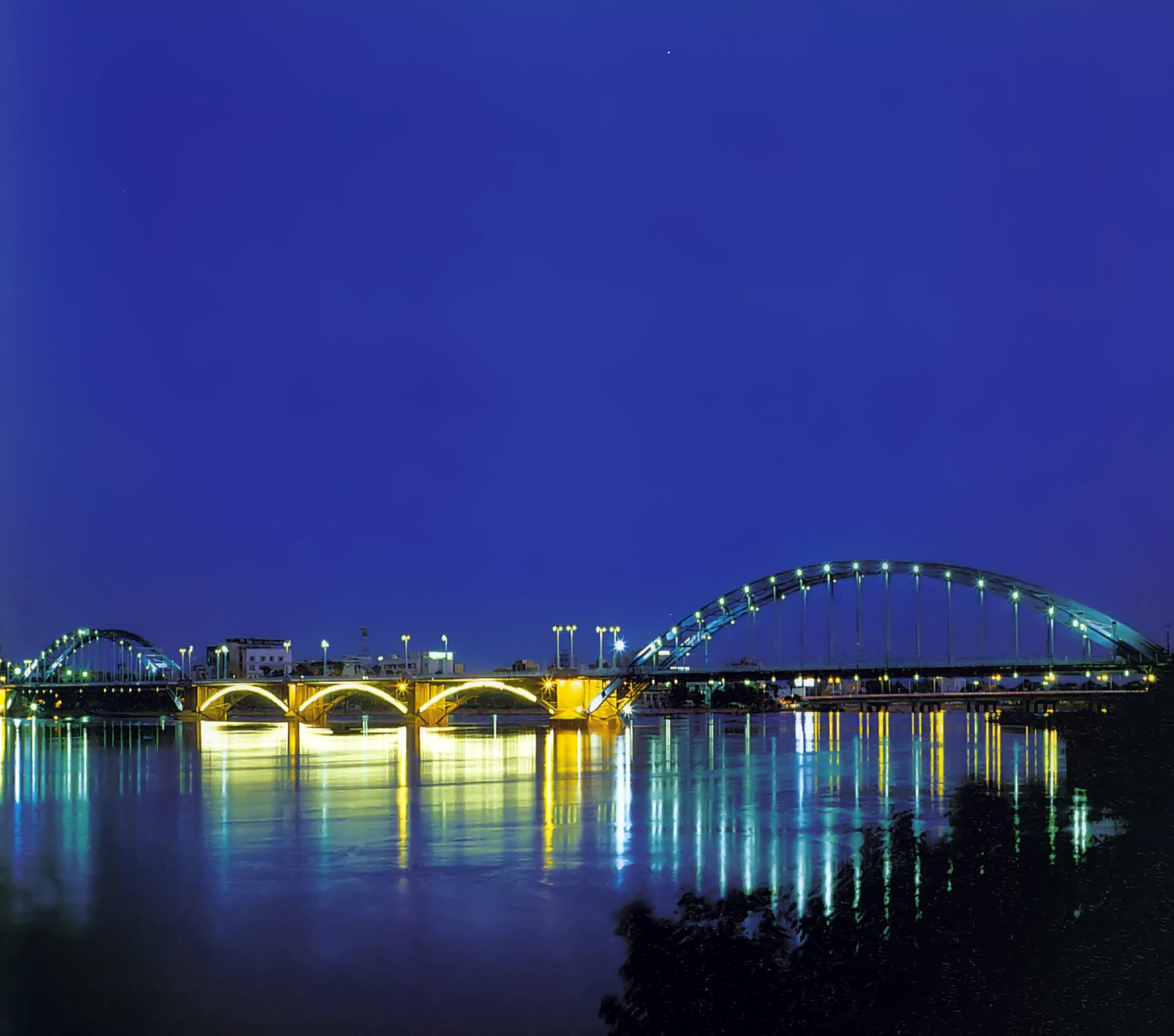
Bron över Karun i Ahvaz.
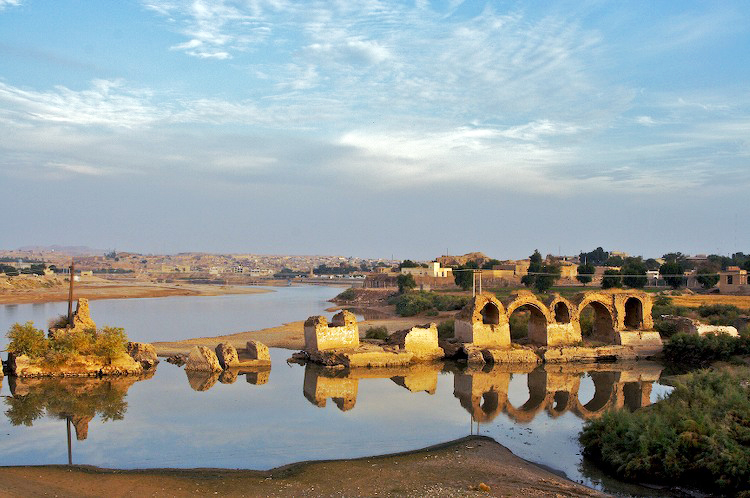
Den antika bron Band-e Kaisar över Karun i Shushtar.
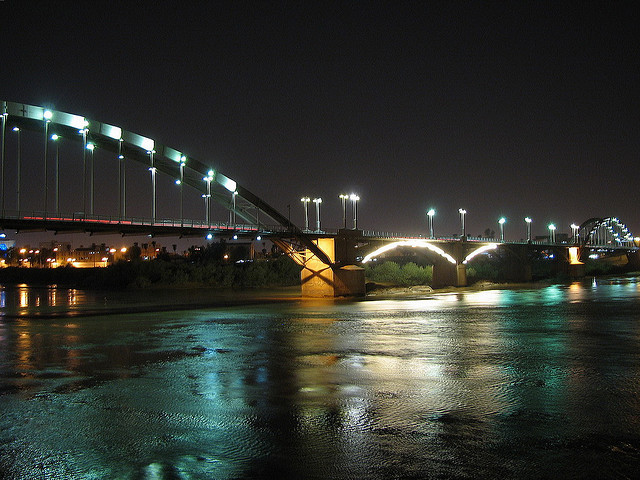
Nattvy över Karun i Ahvaz.
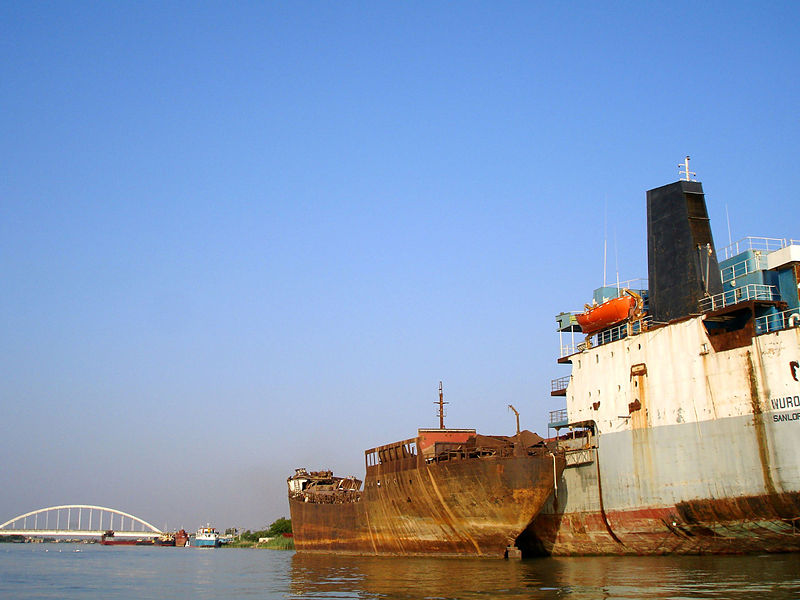
Karun i Khorramshahr.